# Недригайлівська селищна територіальна громада
Недригайлівська селищна громада — територіальна громада України, в Роменському районі Сумської області. Адміністративний центр — селище Недригайлів.
Площа громади — 295,66 км², населення — 8675 мешканців (2018).
Утворена 2 вересня 2016 року шляхом об'єднання Недригайлівської селищної ради та Гринівської, Іваницької, Кулішівської, Маршалівської, Хоружівської сільських рад Недригайлівського району.
12 червня 2020 року до громади приєднані Тернівська селищна, Засульська, Курманівська, Сакуниська та Червонослобідська сільські ради Недригайлівського району.
19 липня 2020 року, в результаті адміністративно-територіальної реформи та ліквідації Недригайлівського району, громада увійшла до складу новоутвореного Роменського району.

## Населені пункти
До складу громади входять 2 селища (Недригайлів і Терни) і 51 село: Баба, Бабакове, Березняки, Берізки, Біж, Бродок, Вакулки, Велика Діброва, Віхове, Володимирівка, Голубці, Горкове, Гострий Шпиль, Гринівка, Дараганове, Дігтярка, Долина, Дремове, Засулля, Зелене, Іваниця, Ківшик, Клин, Кореневе, Костянтинів, Кулішівка, Курмани, Лаврове, Лахнівщина, Луки, Мазне, Мала Черепівка, Маршали, Мелешківка, Нелени, Озерне, Омелькове, Перетічки, Польове, Пушкарщина, Сакуниха, Спартак, Терешки, Холодне, Холодний Яр, Хоружівка, Цибуленки, Чемоданівка, Червона Слобода, Шматове та Якименки.